# شومیلوفکا
شومیلوفکا (به لاتین: Shumilovka) یک منطقهٔ مسکونی در روسیه است که در استان آمور واقع شده‌است.